# Zalizne, Torețk
Zalizne (în ucraineană Залізне) este un oraș din regiunea Donețk, Ucraina.